# Finsk spets
Finsk spets är en hundras från Finland. Bland de nordiska jaktspetsarna hör den till de skällande fågelhundarna.

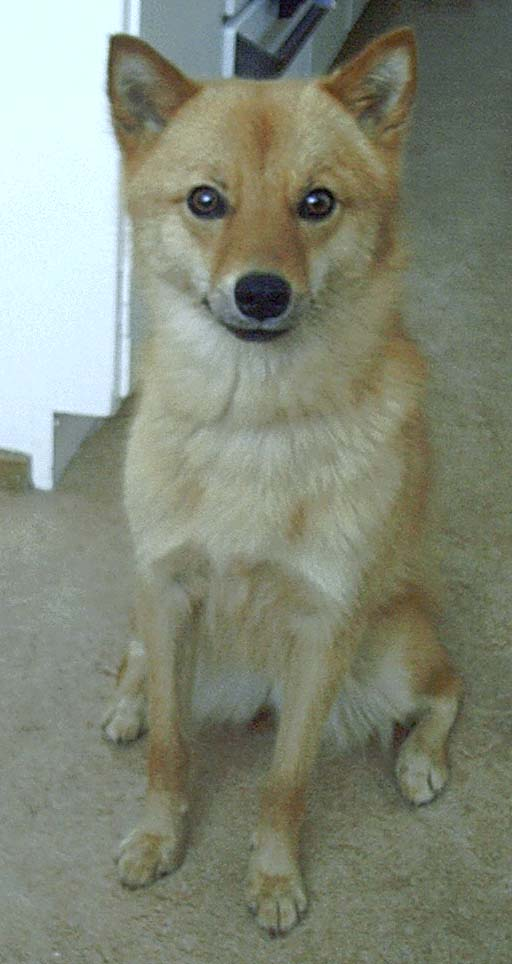
En tvåårig finsk spets-tik.

## Historia
Den finska spetsen står nära norrbottenspetsen, norsk lundehund och norsk buhund. Man tror att deras ursprung finns hos hundar som fördes till norra Fennoskandia med finsk-ugriska folk österifrån.
Arbetet med att inventera rasen började under början av 1890-talet. Man valde konsekvent ut röda exemplar och ratade de som avvek. 1891 gjordes en stor mönstring i Uleåborg. 1892 skrevs rasstandard och  stambok började föras under namnet finsk skällande fågelhund. Finska Kennelklubben erkände rasen 1897 under namnet finsk spets. På 1930-talet började man föda upp finnspetsar i södra Sverige, samtidigt fanns de oregistrerade hundar i norra Sverige som enbart användes till jakt. 1979 utnämndes rasen officiellt till Finlands nationalras.

## Egenskaper
Den finska spetsen är en mycket livlig och pigg hund som har massor av energi och kräver aktivering hela året. Den pratar (fil) gärna med ett karaktäristiskt läte som är ett mellanting mellan skall och morrning. Finnspetsen är mycket vaken och skäller gärna på allt den upptäcker.
Den finska spetsen används främst till jakt på tjäder och orre, och även till mård. I Finland är det mer vanligt att jaga älg med finnspetsar. För att erhålla utställningschampionat måste finsk spets först ha meriter från jaktprov för skällande fågelhund.

## Utseende
Finsk spets är under medelstorlek. Den är nästan kvadratiskt byggd med alert resning. Muskulaturen är smidig och fast. Huvudet är kilformat med mandelformade, mörka ögon. Svansen bärs rullad över ryggen. Färgen är djupt gulröd eller rödgul.

## Hälsa
De vanligaste förekommande sjukdomar hos finnspetsen, som annars är en relativt frisk ras, är epilepsi, patellaluxation (knäledsurhakning) och tandförluster.